# Chatô, o Rei do Brasil
Chatô, o Rei do Brasil é um filme brasileiro, dirigido e produzido por Guilherme Fontes, com roteiro baseado na obra homônima de Fernando Morais.
Chatô traz uma versão romantizada da vida do Paraibano Assis Chateaubriand, magnata da comunicação e fundador dos Diários Associados. No longa, ele é interpretado por Marco Ricca, identificando traços de personalidade como o cinismo e o deboche, além de seu lado mulherengo e extrovertido. A vida de Chateaubriand é analisada a partir de um AVC, que o faz delirar com um julgamento transmitido pela TV em pleno horário nobre de domingo, onde antigos amores e desafetos se unem para o acerto de contas.
O filme começou a ser produzido em 1995, com previsão de lançamento para 1997, e depois adiado para 1999, ano em que foi interrompido. O material foi engavetado devido à suspeita de que, na primeira tentativa de lançar-se como diretor, Guilherme Fontes tenha se envolvido em um grande escândalo de mau uso de verbas governamentais destinadas ao cinema e à cultura. O filme só foi concluído em 2015.
Guilherme Fontes buscou inspiração no clássico Cidadão Kane, de Orson Welles; em Martin Scorsese, Federico Fellini; e no Cinema Novo.

## Sinopse
Partindo do momento em que Assis Chateaubriand sofre uma trombose em 1960, a narrativa também conta suas origens, de criança pobre na Paraíba a magnata da mídia, e põe Chatô imaginando estar sendo julgado em um programa de televisão.

## Elenco
- Marco Ricca.... Assis Chateaubriand[11]
- Andréa Beltrão.... Vivi Sampaio (reúne muitas características de Aimée Soto-Maior de Sá, figura da sociedade carioca)[12]
- Paulo Betti.... Getúlio Vargas[13]
- Leandra Leal.... Lola
- Letícia Sabatella.... Maria Eudóxia
- Eliane Giardini.... Consuelo
- Gabriel Braga Nunes.... Carlos Rosemberg (inspirado em Samuel Wainer, fundador do jornal Última Hora, e no jornalista Carlos Lacerda)[12][10]
- Zezé Polessa.... Germana de Almeida, 1ª sogra de Chateaubriand (baseada em Ana Louise Lundgren, dona das Pernambucanas)[14]
- Liliana Castro.... Ingrid Borgoin
- Marcos Oliveira.... Teddy
- Ricardo Blat..... Manuel
- Alexandre Régis.... Afrânio
- José Lewgoy.... General
- Walmor Chagas..... General
- Guilherme Fontes.... Apresentador de Tv

Para evitar complicações com familiares e herdeiros, a maioria dos personagens reais tiveram seus nomes alterados, ou seus papéis combinados em amálgamas.

## Produção
Guilherme Fontes declarou que seu interesse em adaptar a vida de Assis Chateaubriand era "um Forrest Gump brasileiro", bem como "uma tragicomédia musicada, minha estratégia pessoal para, no futuro, reinventar personagens da história brasileira e construir uma nova dramaturgia". Para garantir que a ambiciosa produção fosse realizada, Guilherme Fontes articulou uma parceria com a American Zoetrope de Francis Ford Coppola. Montou um escritório no quartel general da empresa em San Francisco e passou oito meses discutindo instâncias técnicas, artísticas e promocionais da produção, incluindo vários subprodutos, como os documentários televisivos 'Dossiê Chatô e Cinco dias que abalaram o Brasil (sobre Chateaubriand e  suicídio de Getúlio Vargas, respectivamente) e uma sitcom chamada O Caudilho e o Jagunço, sobre as relações de Chateaubriand  e Getúlio. A Zoebra Filmes foi fundada em julho de 1998 no Jardim Botânico.
A primeira versão do roteiro foi feita pelo cineasta gaúcho Carlos Gerbase, autor de diversas minisséries da TV Globo. Após passar por mais três roteiristas, o texto foi traduzido para o inglês e mandado para a American Zoetrope. Os americanos gostaram, mas adicionaram que não dava para avaliar sem conhecer o livro. Às pressas, uma equipe do Instituto Alumni traduziu o livro de Fernando Moraes em uma semana ao custo de US$20 mil, enviada por e-mail para a Zoetrope. Após ler o livro, o estúdio pediu ao roteirista Matthew Robbins para criar seu script. Robbins viajou para o Rio, leu Chatô, o Rei do Brasil repetidamente em um apartamento no Copacabana Palace, e chegou a visitar a cidade natal de Chateaubriand, a pequena cidade de Umbuzeiro no agreste da Paraiba, antes de voltar para Los Angeles para escrever seu roteiro. A versão de Robbins foi então vertida para o texto final por João Emanuel Carneiro.
O produtor executivo Júlio Uchôa justificou o elevado orçamento de 8 milhões de reais, 70% dos quais se originaram das leis de captação de recursos, dizendo que "o cinema brasileiro não está montado como indústria". A produção transcorria seis dias por semana, em doze horas diárias, principalmente no Pólo Rio de Cine e Vídeo, em Jacarepaguá. Setenta cenários diferentes foram usados, incluindo locações reais na cidade do Rio de Janeiro e no Nordeste. Marco Ricca, escalado para interpretar Chatô, engordou 13 quilos e usou cinco perucas e variados apliques para ficar mais parecido com seu personagem. Ricca declarou não ter baseado sua interpretação no livro, mas na compulsividade do diretor Guilherme Fontes, tentando "fazer com que o personagem fosse simpático ao público, porque a falta de caráter dele é tão evidente que na primeira cena já poderia haver um pré-julgamento". Ambições da produção incluíram 5700 figurantes, e efeitos especiais para imitar a Copacabana dos anos 50 e Nova York no inverno.

### Problemas judiciais
Em 22 de fevereiro de 2008 a Controladoria-Geral da União (CGU) determinou que  Fontes e Yolanda Machado Medina Coeli, sócios proprietários da Firma Guilherme Fontes Filme Ltda, devolvessem aos cofres públicos o valor de R$ 36,5 milhões.  A auditoria da CGU concluiu pela "irregularidade" das contas. O processo foi instaurado pela Ancine do Ministério da Cultura.
O ator e diretor Guilherme Fontes foi condenado a três anos, um mês e seis dias de reclusão por sonegação fiscal pela juíza da 19ª Vara Criminal do Rio de Janeiro, Denise Vaccari Machado Paes.
Fontes, no entanto, não será preso; por decisão judicial, a pena foi convertida em trabalho comunitário de sete horas semanais - pelo mesmo período -, além do pagamento de 12 cestas básicas de R$ 1 mil para instituições sociais no Rio de Janeiro.
A sentença é de 8 de março de 2010, mas só foi publicada no dia 8 de abril e veiculada pela mídia em 27 de abril. No dia 19, o ator entrou com recurso questionando a decisão.
A ação judicial refere-se ao ano de 1995, quando a empresa de Fontes - a Guilherme Fontes Filmes Ltda - iniciou a captação de recursos para a produção do longa-metragem "Chatô - O Rei do Brasil", primeiro filme dirigido por ele e que demorou vinte anos para ser concluído.
Em 2014, Fontes foi mais uma vez condenado e teria que devolver R$ 66,2 milhões aos cofres públicos. Em nota, o ator informou que pretendia recorrer da decisão do tribunal. “Aos amigos e aos fãs respondo mais uma vez: lutarei contra toda e qualquer violência contra minha pessoa. E esta me parece ser mais uma. Mas vamos falar de flores: antes do Natal, iniciaremos o lançamento do filme. A partir de dezembro inicio o primeiro dos 10 previews oficiais que faremos em todo o Brasil”, disse Fontes. Além dos R$ 66,2 milhões, o ator teria que pagar uma multa de R$ 5 milhões.

## Prêmios
Melhor Diretor - prêmio APCA - Associação paulista  de críticos de arte de São Paulo 
Grande vencedor do Grande Prêmio do Cinema Brasileiro 2016, levando os 4 prêmios concedidos a longa-metragens:
Melhor Direção de Fotografia em Longa-Metragem – José Roberto Eliezer, ABC
Melhor Direção de Arte em Longa-Metragem – Gualter Pupo
Melhor Montagem em Longa-Metragem – Felipe Lacerda e Umberto Martins, ABC
Melhor Som em Longa-Metragem – Mark van der Willigen, Pedro Lima, Sérgio Fouad e Marcelo Cyro